# Charles Keating
Pour les articles homonymes, voir Keating.
Charles Keating est un acteur britannique né le 22 octobre 1941 à Londres (Royaume-Uni) et mort le 9 août 2014 à Weston dans le Connecticut (États-Unis).
Acteur de théâtre, il se produit notamment avec la Royal Shakespeare Company et est nommé aux Tony Awards en 1986. Keating est surtout connu pour ses rôles dans des feuilletons télévisés britanniques et américains, dont Retour au château (Brideshead Revisited) et Another World. Il obtient un Daytime Emmy Awards en 1996. Au cinéma, Keating interprète des seconds rôles.

## Biographie

### Théâtre
Charles Keating naît à Londres de parents irlandais. La famille rejoint le Canada durant son adolescence, puis s'installe aux États-Unis dans la ville de Buffalo (New York). Il abandonne ses études à seize ans pour travailler dans un salon de coiffure. Keating prend part à un audition organisée par une compagnie de théâtre et commence ainsi sa carrière. Il se marie en 1964. Il est engagé par le Tyrone Guthrie Theater de Minneapolis. L'acteur retourne au Royaume-Uni en 1971. Il fonde une compagnie de théâtre à Sheffield et se produit avec la Royal Shakespeare Company.
Il joue notamment dans La Résistible Ascension d'Arturo Ui, donnée à Broadway en 1968. Il est nommé aux Tony Awards en 1986 pour son interprétation de McLeavy dans la pièce Loot (en) du dramaturge Joe Orton,.

### Télévision
Charles Keating joue dans plusieurs feuilletons télévisés britanniques. En 1976, il interprète Nigel Priestman dans Life and Death of Penelope. En 1978, il tient le rôle d'Ernest Simpson, 2d mari de Wallis Simpson, dans le feuilleton Edward and Mrs. Simpson. En 1981, il interprète Rex Mottram dans le feuilleton Retour au château (Brideshead Revisited), adapté du roman d'Evelyn Waugh.
L'acteur retourne ensuite aux États-Unis. Entre 1983 et 1986, il interprète le « méchant » Carl Hutchins dans le feuilleton télévisé américain Another World, diffusé par le réseau NBC. Son personnage, plusieurs fois présumé mort, effectue des retours dans la série à partir de 1991. Renvoyé en 1998, Keating accepte d'apparaître une dernière fois dans l'épisode final d’Another World, diffusé l'année suivante. Nommé à quatre reprises aux Daytime Emmy Awards, Keating est récompensé en 1996, lors de la 23e cérémonie, dans la catégorie « meilleur acteur dans une série télévisée dramatique ». Il joue dans d'autres séries télévisées comme Xena, la guerrière (Xena: Warrior Princess), dans laquelle il interprète Zeus, dieu suprême de la mythologie grecque.

### Cinéma
Au cinéma, Charles Keating interprète des seconds rôles, notamment dans Bodyguard (The Bodyguard) de Mick Jackson, sorti en 1992, dans Thomas Crown, le remake de L'Affaire Thomas Crown (The Thomas Crown Affair) tourné en 1999 par John McTiernan, et dans Gigolo malgré lui (Deuce Bigalow : European Gigolo), sorti en 2005,.

## Filmographie
- 1972 : Crown Court (en) (série TV) : James Eliot QC
- 1976 : Life and Death of Penelope (série TV) : Nigel Priestman
- 1978 : Edward and Mrs. Simpson (feuilleton TV) : Ernest Simpson
- 1978 : King Richard the Second (TV) : Duke of Aumerle
- 1979 : Charlie Muffin (TV) : Keys (Secretary of State)
- 1981 : Retour au château (Brideshead Revisited) (feuilleton TV) : Rex Mottram
- 1982 : Funny Money (en) : Ferguson
- 1964 : Another World (série TV) : Carl Hutchins (1983-1985, 1991-1998, 1999)
- 1984 : A Talent for Murder (TV) : Lawrence McClain
- 1986 : Fresno (en) (feuilleton TV) : Charles
- 1987 : Infiltrator (TV) : John J. Stewart
- 1970 : La Force du destin (All My Children) (série TV) : Dr. Damon Lazarre (1987-1988)
- 1956 : As the World Turns (série TV) : Niles Mason (1989-1990)
- 1990 : L'Éveil (Awakenings) : Mr. Kean
- 1992 : Going to Extremes (en) (série TV) : Dr. Jack Van De Weghe
- 1992 : Bodyguard (The Bodyguard) de Mick Jackson : Klingman
- 1997 : Port Charles (série TV) : James Ritchfield
- 1999 : Thomas Crown (The Thomas Crown Affair) : Friedrich Golchan
- 1999 : Harlem Aria (Harlem Aria) : Professor
- 2005 : Deuce Bigalow: European Gigolo : Gian-Carlo
- 2015 : The Daughter (Angelica)  de Mitchell Lichtenstein : dr. Miles